# Valea Călugărească
Valea Călugărească község Prahova megyében, Munténiában, Romániában.  A hozzá tartozó települések: Arva, Coslegi, Dârvari, Pantazi, Rachieri, Radila, Schiau, Valea Largă, Valea Mantei, Valea Nicovani, Valea Poienii, Valea Popii, Valea Ursoii és Vârfurile.

## Fekvése
A megye déli részén található, a megyeszékhelytől, Ploieşti-től, tizenkét kilométerre keletre, a Teleajen folyó mentén, a Szubkárpátok dombságain.

## Történelem
A 19. század végén a község Prahova megye Cricovul járásához tartozott és 11 fluból állt: Arsa, Dosurile, Rachieri, Scheaul, Valea-Călugărească, Valea-Largă, Valea-Meilor, Valea-Nicovani, Valea-Poenei, Valea-Popei és Valea-Ursoaei. A községben már ekkor működött egy 1872-ben megnyitott iskola.
A mai község területén akkoriban létezett egy másik község is, Coșlegi, mely ugyancsak Cricovul járásához tartozott. Ez Coșlegi, Dârvari, Radila és Pantazi falvakból állt, összesen 1087 lakossal. Ebben a községben volt két vízimalom, egy 1871-ben alapított iskola valamint négy templom: Pantazi faluban lévőt 1871, a Radila falusit 1892, a Dârvari faluban állót 1824, a Coșlegi-t pedig 1826 szentelték fel.
A két világháború között Coșlegi községet Drăgănești járáshoz csatolták. Valea Călugărească község a későbbiekben pedig Urlați járáshoz került.
1950-ben közigazgatási átszervezés alapján, mindkét községet a Ploiești regionális város irányítása alá helyezték, 1952-től pedig a Ploiești régió részei lettek.
1968-ban ismét megyerendszert vezettek be az országban, Valea-Călugărească község az újból létrehozott Prahova megye része lett. Ekkor szüntették meg Coșlegi községet és csatolták Valea-Călugărească községhez.
A kommunizmus idején a község területén egy foszfát bányát működtettek, mely 1997-ben zárta be kapuit.

## Lakossága
A nemzetiségi megoszlás a következő:
| 2002                | 2002  | 2002   |
| ------------------- | ----- | ------ |
| Románok             | 10490 | 99,42% |
| Romák               | 47    | 0,44%  |
| Magyarok            | 6     | 0,05%  |
| Németek             | 4     | 0,03%  |
| Tatárok             | 2     | 0,01%  |
| Egyéb nemzetiségűek | 2     | 0,01%  |
| Összesen            | 10551 | 100,0% |